# Димитрис Агорастис
Димитрис Агорастис (на гръцки: Δημήτρης Αγοράστης) е виден гръцки резбар, скулптор от ΧΧ век.

## Биография
Агорастис е роден в 1903 година в западномакедонското гревенско планинско влашко село Авдела, тогава в Османската империя, където прекарва детството си. През 1925 година заминава за Румъния, където остава до 1932 година, когато се завръща в Гревена. В Гревена взима първите си уроци по дърворезба. Остава в Гревена до 1948 година, като работи като дърводелец и в свободното си време се занимава с дърворезба. След това се премества заедно със семейството си в Солун. Умира на 8 ноември 1988 г., оставяйки след себе си голямо наследство от произведения на изкуството.